# Saccharum bengalense
Saccharum bengalense là một loài thực vật có hoa trong họ Hòa thảo. Loài này được Retz. miêu tả khoa học đầu tiên năm 1789.

## Hình ảnh

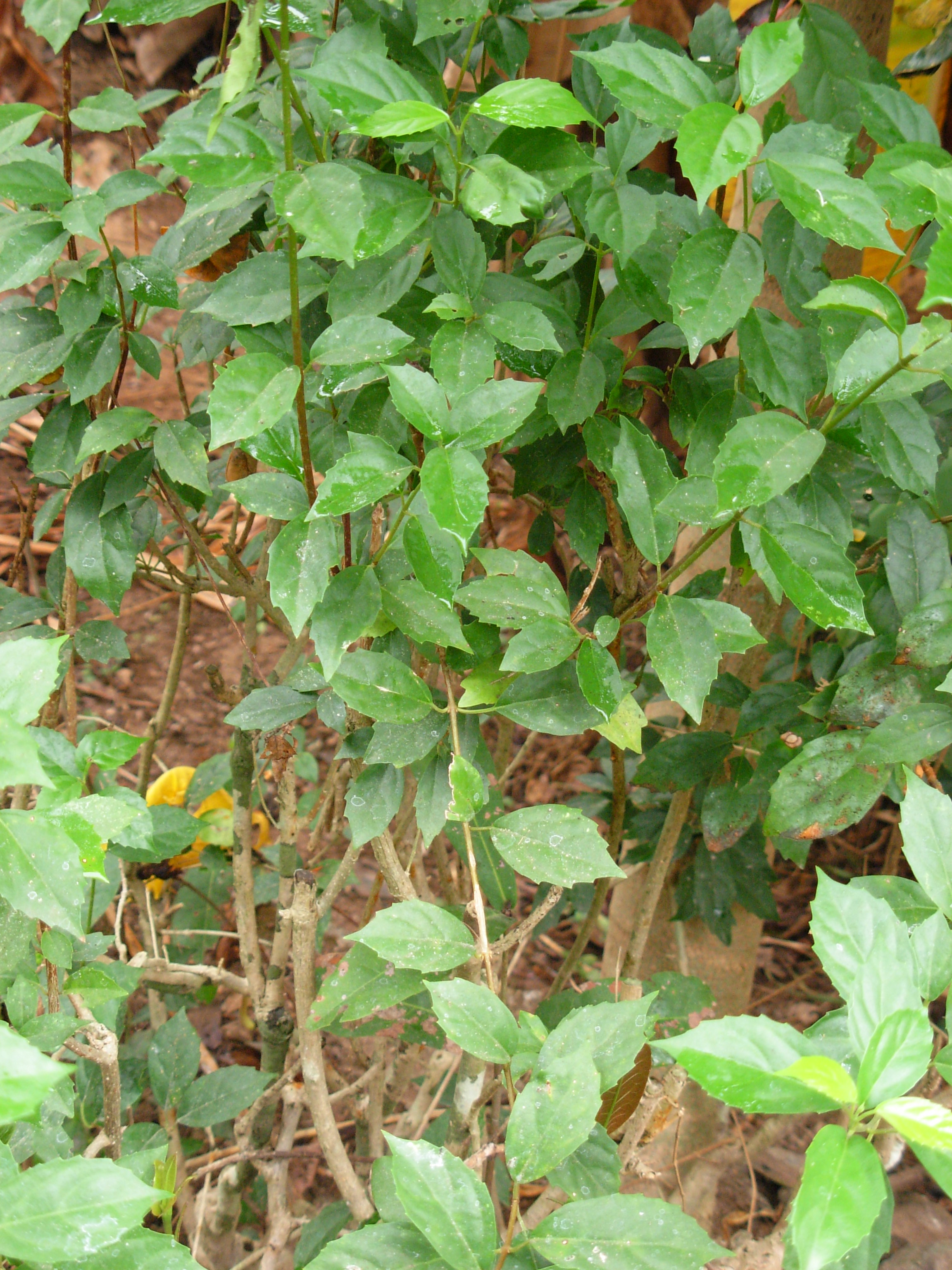
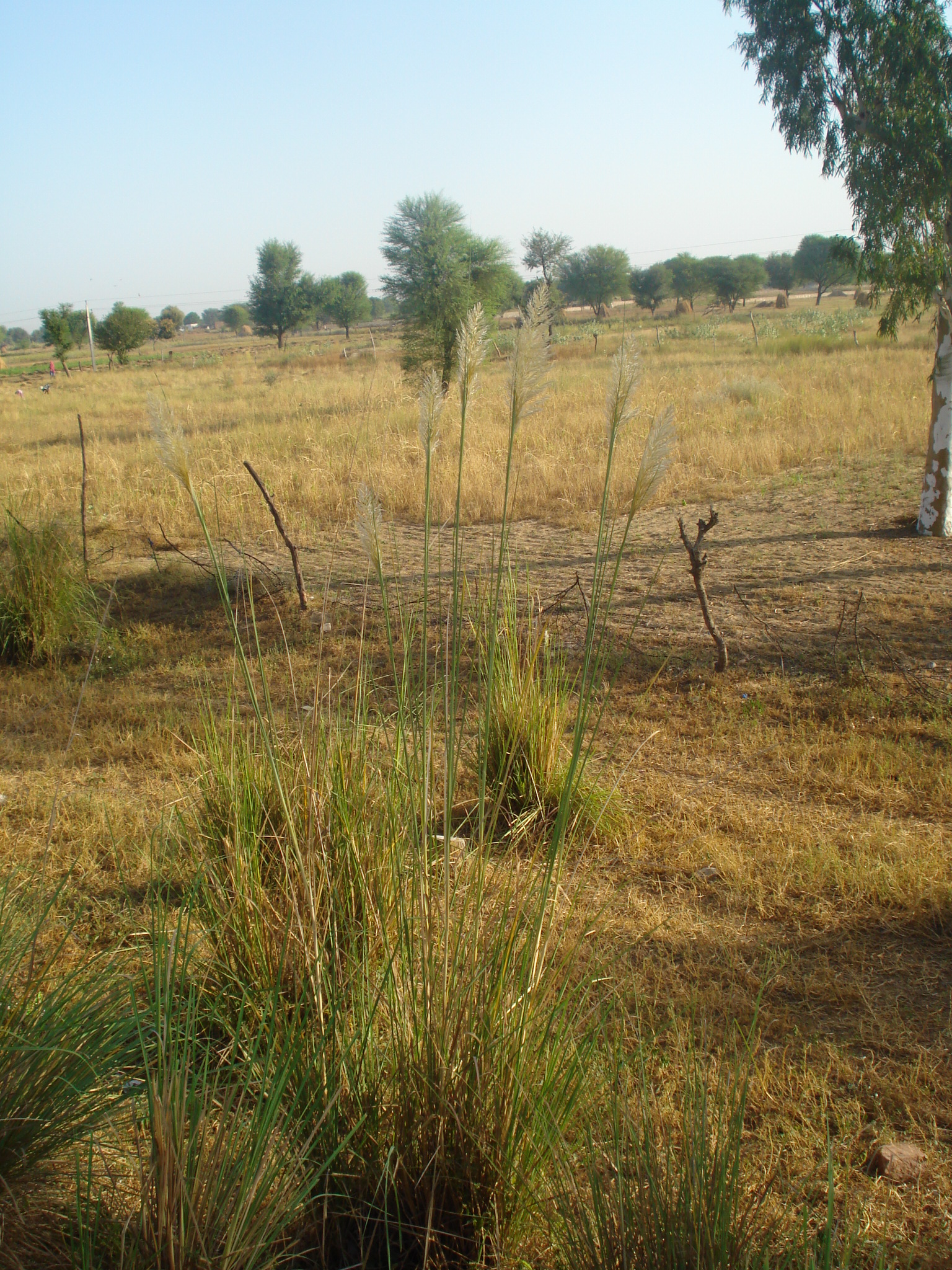
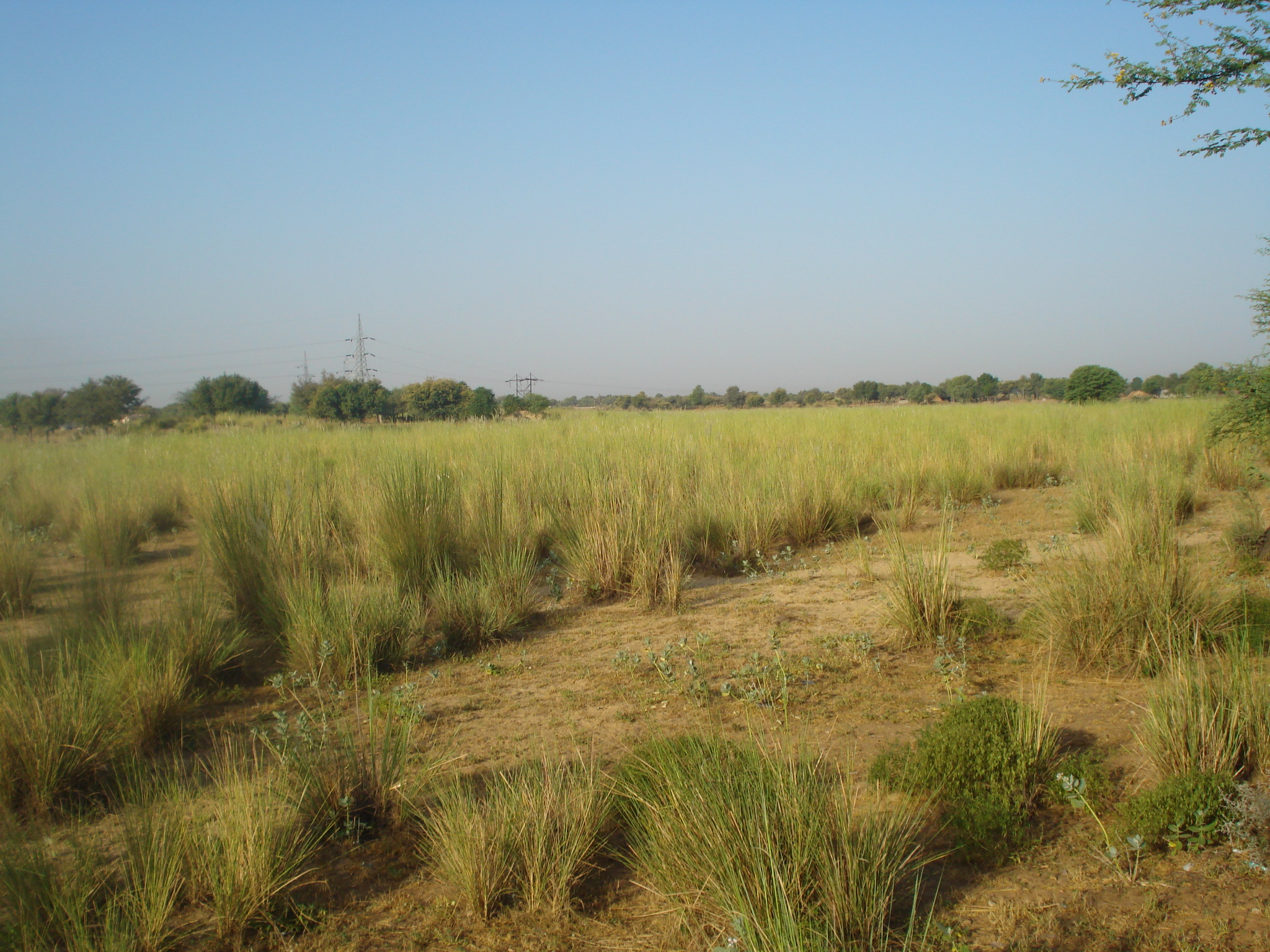